# Miguel Hue y Camacho
Miguel Hue y Camacho (Jerez de la Frontera, 1803-Benaoján, 1841) fue un médico y escritor español.

## Biografía
Nació el 28 de diciembre de 1803. Fueron sus obras principales La hija de Aben Abo, El hombre de Tempul, Las noches de Benaoján, El alcázar de Jerez, El castillo de Benaladil y Leyendas jerezanas. Falleció el 12 de febrero de 1841.